# Мемистор
Меми́стор — электрохимический компонент электронной техники (хемотрон), функционально представляющий собой переменный резистор, сопротивление которого регулируется током управляющей цепи по интегрирующему принципу.
Мемистор был изобретён в 1960 году американскими исследователями Уидроу (B. Widrow) и Гоффом (M. Hoff) в процессе работы по созданию искусственного нейрона Адалин (Adaline).

## Свойства и применение
Приращение сопротивления выходной цепи мемистора пропорционально интегралу управляющего тока (или количеству электричества, прошедшему через управляющую цепь) {\displaystyle \Delta R=k\int i(t)dt}.
При изменении направления управляющего тока сопротивление выходной цепи меняется в обратную сторону, при отсутствии управляющего тока сохраняется текущее значение сопротивления. Таким образом, по своим функциональным свойствам мемистор представляет собой одновременно и электрически управляемый переменный резистор, и интегратор, и запоминающее устройство, что обусловило возможность его применения для множества разных целей. Мемисторы используют не только при моделировании нейронных сетей, но и в измерительной технике, автоматике и аналоговой вычислительной технике, в качестве интегрирующих элементов, аналоговых запоминающих устройств, модуляторов, реле времени и т. д.

## Устройство и принцип действия
Мемистор представляет собой миниатюрную электролитическую ячейку, один электрод которой (управляющий) сделан из металла, способного переходить в электролит в результате электрохимического процесса, а другой (электрод считывания) представляет собой тонкую плёнку инертного металла или графита, нанесённую на высокоомную подложку. На обоих концах электрода считывания имеются выводы для подключения. При протекании управляющего тока между электродами происходит процесс осаждения металла из электролита на электрод считывания или растворение его на электроде (это зависит от полярности тока управления). В результате сопротивление электрода считывания изменяется от долей ома до сотен ом.
Мощность управляющего тока мемистора — несколько милливатт, объём — несколько кубических сантиметров и менее. Конструктивно мемисторы обычно изготавливают в виде группы на одной плате.
Существуют также мемисторы на твёрдом электролите (йодистом серебре).

### Применение мемисторов вИНС
- Pattern Recognition and Adaptive Control. BERNARD WIDROW
- PRACTICAL APPLICATIONS FOR ADAPTIVE DATA-PROCESSING SYSTEMS
- Reliable, Trainable Networks for Computing and Control
- SURVEY OF ADAPTIVE COMPONENTS
- The adaline rule

### Внешние иллюстрации
- Схема устройства мемистора
- Модель пленочного мемистора
- Схема Адалин на мемисторах (недоступная ссылка)